# Miroslav Sýkora
Miroslav Sýkora (* 15. Juni 1954) ist ein ehemaliger tschechoslowakischer Radrennfahrer und nationaler Meister im Radsport.

## Sportliche Laufbahn
Sýkora war ein starker Etappenfahrer mit besonderen Fähigkeiten im Einzelzeitfahren und am Berg. Er gewann die Slowakei-Rundfahrt 1977 und 1984, sowie die Tour de Bohemia 1981, 1982, 1983 und 1985. Er startete siebenmal in der Tour de l’Avenir, so oft wie kein anderer Fahrer aus Osteuropa. Seine beste Platzierung hatte er in diesem Etappenrennen 1982 mit dem 7. Rang im Gesamtklassement. 1983 fuhr er die Internationale Friedensfahrt, die er als 29. beendete.
Sykora konnte einige Tageserfolge in internationalen Etappenrennen erzielen, so in der Slowakei-Rundfahrt, dem Grand Prix Guillaume Tell, der Tour de Bohemia, der Tour de Vaucluse und im Giro delle Regioni. 1980 siegte er im Einzelzeitfahren der Slowakei-Rundfahrt. Seine Vielseitigkeit unterstrich er mit dem Gewinn der Bergwertung der Polen-Rundfahrt 1975 und der Sprintwertung der Schweden-Rundfahrt 1984. Zur Saisoneröffnung 1981 gewann er das Rennen Velká Bíteš–Brno–Velká Bíteš. 1984 siegte er im Eintagesrennen GP ZTS Dubnica nad Váhom.
1983 belegte er im Rennen der UCI-Straßen-Weltmeisterschaften für Amateure den 9. Platz. 1982 gewann er die nationale Meisterschaft im Mannschaftszeitfahren gemeinsam mit Jan Bohac, Miloš Hrazdíra und Michal Klasa. Er gewann 1984 er den Grand Prix ZTS Dubnica nad Váhom. 1988 siegte er im Rennen Prag–Karlovy Vary–Prag.